# Balian I Grenier
Balian I Grenier, graaf van Sidon (ca. 1195 - 1241) was heer van Sidon vanaf 1202 tot zijn dood. Hij was tevens een belangrijk bemiddelaar tijdens drie kruistochten van de 13e eeuw.

## Levensloop
Hij was een zoon van Reginald (Reinoud) Grenier, heer van Sidon en Helvide van Ibelin, een dochter van Balian van Ibelin. Tijdens de Vijfde Kruistocht adviseerde hij de manschappen van Andreas II van Hongarije om niet het woestijn gebied voorbij Sidon in te gaan, deze lag grotendeels onder controle van de Saracenen. De Hongaren weigerden te luisteren en werden afgeslacht tijdens een hinderlaag door de moslims.
Gedurende de Zesde Kruistocht steunde Balian keizer Frederik II voor de troon van het koninkrijk Jeruzalem. Hij onderhandelde met Giordano Filangieri, een afgezant uit Sicilië gestuurd door Frederik in 1228, hoe ze de keizer konden steunen in het presenteren van zijn autoriteit in Akko totdat de keizer zelf in staat was naar het Heilige Land te komen. Balian was de leider onder de edelen die wel erg voor de komst was van de keizer, hoewel het grootste gedeelte van de bevolking hem liever kwijt was, Balian was er dan ook alles aan gelegen om een bloedbad opnieuw te voorkomen. In 1229 liet Frederik de stad Tyrus in handen van Balian en in 1231 gaf hij het weer uit handen aan de assistent-regent van het koninkrijk Garnier l'Aleman.
Gedurende de kruistocht van Theobald IV van Champagne in 1239, was Balian present bij een slag bij Ascalon, tussen kruisvaarders en Egyptische strijdkrachten. Ondanks zijn advies, werden Amalrik VI van Montfort en Hendrik II van Bar door hun drifts uitval gedood door de Egyptenaren.
Balian kreeg na enkele jaren het kasteel van Shaqil Arnun terug, die zijn vader had verdedigd tijdens een belegering van Saladin in 1190, van de sultan As-Salih Ayyub. Balian overleed in 1240, maar volgens Philip van Novara in 1241, zijn zoon Julian Grenier volgde hem op in Sidon. Balian was gehuwd met Margretha van Brienne, zij werd ooit verleid door Keizer Frederik, maar huwde daarna met Balian, zij was een dochter van Wouter III van Brienne en nicht van Jan van Brienne, koning van Jeruzalem.